# 蒋南翔
蒋南翔（1913年9月7日—1988年5月3日），男，江苏宜兴人，中华人民共和国教育家、政治人物。

## 生平
1929年入江蘇镇江中学。1932年入清华大学中文系。曾任中共清华大学党支部书记，中共北平市学委书记。1937年抗日战争爆发后，任中共中央北方局、长江局青委委员、中华全国学生联合会党团书记、中共中央南方局青委书记，中共中央青年工作委员会宣传部部长。1945年抗战胜利后，任中共中央东北局青委书记。1949年起任中国新民主主义青年团筹委会副主任、团中央书记处副书记。
1952年11月至1966年6月出任清华大学校长，其间1956年5月至1966年6月兼任清华大学党委书记。1957年6月8日人民日报发表了题为《这是为什么？》社论，在全国吹响了组织力量反击右派分子进攻的号角，这一天便被定为“反右运动”的正式开始。
由于蒋南翔在主政清华大学期间，于1953年在清华大学创设了学生政治辅导员制度。以此为基础，清华一批政治领导人，对近年来包括当下的中国政治现状有着重要影响。他的理念偏向苏联高等教育模式，提出培养出“又红又专”“红色工程师”的模式。由于在上个世纪五十年代初，大陆清华大学进行院系大调整，清华的文科、理科全部并入北京大学等校，清华图书馆内一部分珍贵古籍也要调走，但是蒋南翔上任后，及时制止这一举措，为后来的八十年代清华恢复文史类学科起了作用。
1965年1月至1966年7月任高等教育部部长。文化大革命期間受到批鬥，1967年4月10日，清華大學紅衛兵召開萬人大會批鬥王光美，蔣南翔與彭真、陸定一、薄一波參加陪鬥。
曾担任中共天津市委书记、國家科委副主任、中共中央党校第一副校长，中共第八届中央候补委员，第十一、十二届中央委员，中顾委委员等职务。1983年5月28日至30日，中国高等教育学会在北京召开成立大会，大会选举了第一届理事会成员，他出任会长。
1988年5月3日在北京逝世。

## 影响
就在《这是为什么？》社论发表的38天前，1957年5月1日，也是在人民日报刊登了中共中央1957年4月27日发出的《关于整风运动的通知》，决定在中国共产党内开展反对官僚、宗派和主观主义的整风运动，并号召党外人士畅所欲言地发表意见，帮助共产党整风。其实这是毛泽东的所谓“引蛇出洞”“诱敌深入，聚而歼之”的计谋。有人说，黄万里是中了毛泽东此计的几十万个受害者之一。这话对也不对。早在这个计谋之前，黄万里就已经挑战黄河三门峡工程了。
当时黄万里正好撰写了《花丛小语》及 《花丛小语.续》发表在清华大学校刊《新清华》1957年的5月18日和6月7日，把他对中华人民共和国这个体制弊病的批评，特别是参与黄河三门峡工程争论的一些感悟等融汇入《花丛小语》中。蒋南翔把刊登黄万里《花丛小语》的《新清华》呈送给毛泽东。毛泽东看完后立即批评道：“这是什么话！”毛泽东指示蒋南翔要批判黄万里。
6月19日日人民日报在第一版发表了毛泽东的《关于正确处理人民内部矛盾的问题》，同天在第六版上设置毛泽东亲自书写的《什么话》栏目，专门用来刊登向党进攻的右派言论，供批判之用。黄万里的《花丛小语》被第一个选中。该栏目的标题《什么话》正是毛泽东对《花丛小语》的评语。所以黄万里是毛泽东钦定的右派分子。

## 家庭
蒋南翔与前妻区棠亮共育有三个子女，长子以及两个女儿。在文化大革命期间，蒋南翔与原配区棠亮经组织审批离异，于之后再婚，婚后没有再生子女。备注：网上传言曾担任中国民用航空局局长，湖北省人民政府省长，中共湖北省委书记等职的蒋祝平为蒋南翔之子，这条传言不属实，蒋南翔一生只有一子，但不是蒋祝平。